# Гунтау, Мартин
Мартин Гунтау (нем. Martin Arthur Guntau; 12 октября 1933, Гилгенау — 26 июля 2019, Лейпциг) — немецкий минералог и историк геологии, профессор (Ростокский университет). Генеральный секретарь (1976—1984) и Президент (1989—1992) Международной комиссии по истории геологических наук.

## Биография
Родился 12 октября 1933 года в посёлке Гилгенау (Восточная Пруссия, нацистская Германия).
В 1953 году окончил школу в городе Людвигслюст, затем изучал минералогию и геологию в Фрайбергской горной академии и в Университете Гумбольдта в Берлине (ГДР).
В 1958 году он получил специальность минералога и остался работать научным сотрудником во Фрайбергской горной академии.
В 1961—1964 годах — аспирант философии и истории естествознания в Университете Гумбольдта в Берлине. Защитил диссертацию по теме «Замечания о понятиях актуализма и права в геологических науках» (14 октября 1964) на философском факультете Университета Гумбольдта.
Вернулся в город Фрайберг, работал куратором по философии и истории геологических наук в Институте минералогии и рудных месторождений.
14 декабря 1976 года в Университете Гумбольдта защитил докторскую диссертацию по философии и истории геологии по теме «Об идеологических предпосылках и условиях развития производительных сил для становления геологии как научной дисциплины»..
Был избран в Международный комитет по истории геологических наук (INHIGEO), с момента её основания в 1967 году:
- 1976—1984 — генеральный секретарь INHIGEO
- 1989—1992 — президент INHIGEO
- с 1992 года — почётный член INHIGEO[6].

Научный редактор нескольких серийных изданий по истории науки, среди них:
- 1977—1984: Новости Международной комиссии по истории геологических наук (ежегодники № 11-18)[7].
- 1978—1992: Ростокские научные исторические рукописи (первые 21 выпуск)[8].

C 1976 года работал лектором по истории науки в Университете Ростока, в 1981 году он стал профессором. С 1986 по 1989 год работал директором секции истории науки.
В 1992 году, после закрытия кафедры истории науки, досрочно вышел на пенсию.
До 2006 года публиковал статьи по истории науки.
Скончался 26 июля 2019 года в городе Лейпциге, Германия.

## Награды и премии
- 1967 — Медаль Фрайбергской горной академии
- 1980 — Медаль Авраама-Готтлоб-Вернера (Общество геологических наук ГДР)
- 1984 — Серебряная медаль Министерства геологии СССР
- 1993 — Награда по истории и философии геологии имени М. К. Рэббитт (Геологическое общество Америки)
- 1997 — Медаль Сью Тайлер Фридман (Геологическое общество Лондона) — за работу по истории геологической науки, первый немец получивший эту награду[11]

## Членство в организациях
- Общество геологических наук ГДР
- Международная комиссия по истории геологических наук (INHIGEO)
- Немецкое общество истории медицины, науки и техники (DGGMNT)
- Немецкое общество наук о Земле (DGG)
- Общество историков науки, США (HSS)
- Общество истории наук о Земле, США (HESS).